# Thecla Bodewes Shipyards
Die mittelständische niederländische Schiffbauunternehmen Thecla Bodewes Shipyards, früher The Bodewes Group, betreibt vier Werftstandorte. Es können Schiffe bis zu 140 Meter Länge gebaut werden. Neben dem Schiffbau ist das Unternehmen auch in der Reparatur und dem Ingenieurwesen tätig.

## Geschichte

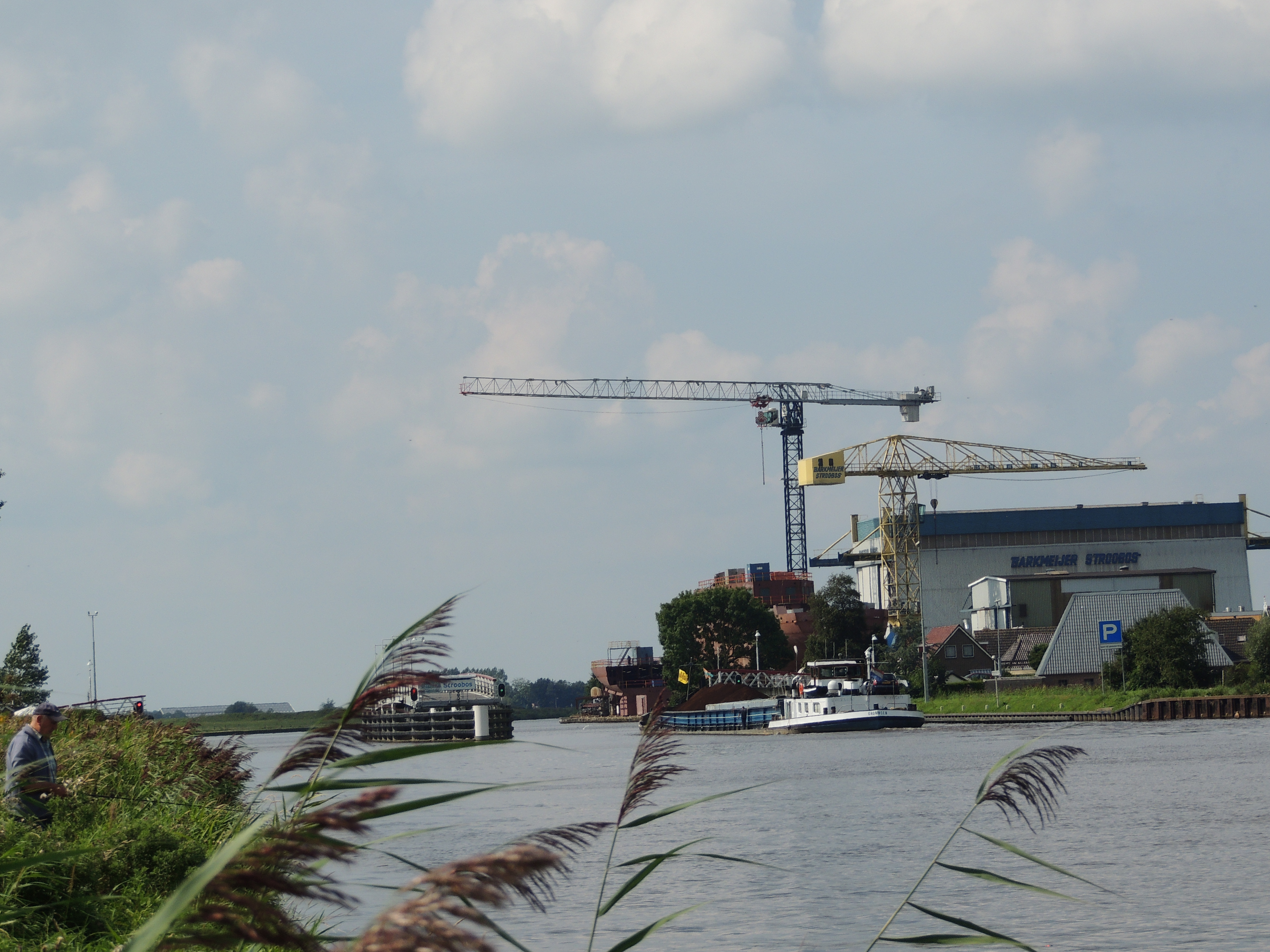
Die 2019 übernommene Werft in Stroobos

Das Unternehmen geht auf die Schiffswerft Gebr. G. en H. Bodewes in Hasselt zurück. Die Brüder Geert und Hermannes Bodewes übernahmen 1923 die seit 1873 bestehende Werft der Schiffbauerfamilie Van Aller. Im Jahr 1998 übernahm Thecla Bodewes sie von ihrem verstorbenen Vater Herman Bodewes. 2003 wurde die Werft De Kaap in Meppel übernommen und 2010 wurde zudem das Unternehmen Maritima Green Technology in Meppel übernommen. 2013 gelang nach einem Betrugsfall mit einigen finanziellen Schwierigkeiten die Übernahme der 1993 als Frisian Shipyard gegründeten Werft De Volharding in Harlingen und im August 2013 erwarb Thecla Bodewes das Unternehmen Koseq, welches in Ridderkerk ausschwenkbare Arme für die Ölbekämpfung herstellt. 2015 folgte die Übernahme von Peters Shipyards in Kampen und 2018 wurde die elterliche Werft in Hasselt geschlossen. Nach einer Insolvenz der Werft Barkmeijer Stroobos im Jahr 2018 übernahm Thecla Bodewes die Werft 2019 und führt sie als Barkmeijer Shipyards weiter.